# Ruta Nacional 23 (Argentina)
La Ruta Nacional 23 Perito Moreno (Decreto n.º 10.296/1955) 
recorre el centro-sur de la provincia de Río Negro, siendo el único camino que enlaza el litoral atlántico con la Cordillera de los Andes por territorio rionegrino.
Comienza en el kilómetro 1173 de la Ruta Nacional 3, a 36 km al oeste de San Antonio Oeste finalizando en Dina Huapi, en el cruce con el kilómetro 2054 de la Ruta Nacional 40. Discurre junto a las vías de ferrocarril que une Viedma con Bariloche.

Con 605 kilómetros de longitud, es la segunda carretera más extensa en la provincia de Río Negro, siendo superada únicamente por la Ruta Provincial 6.

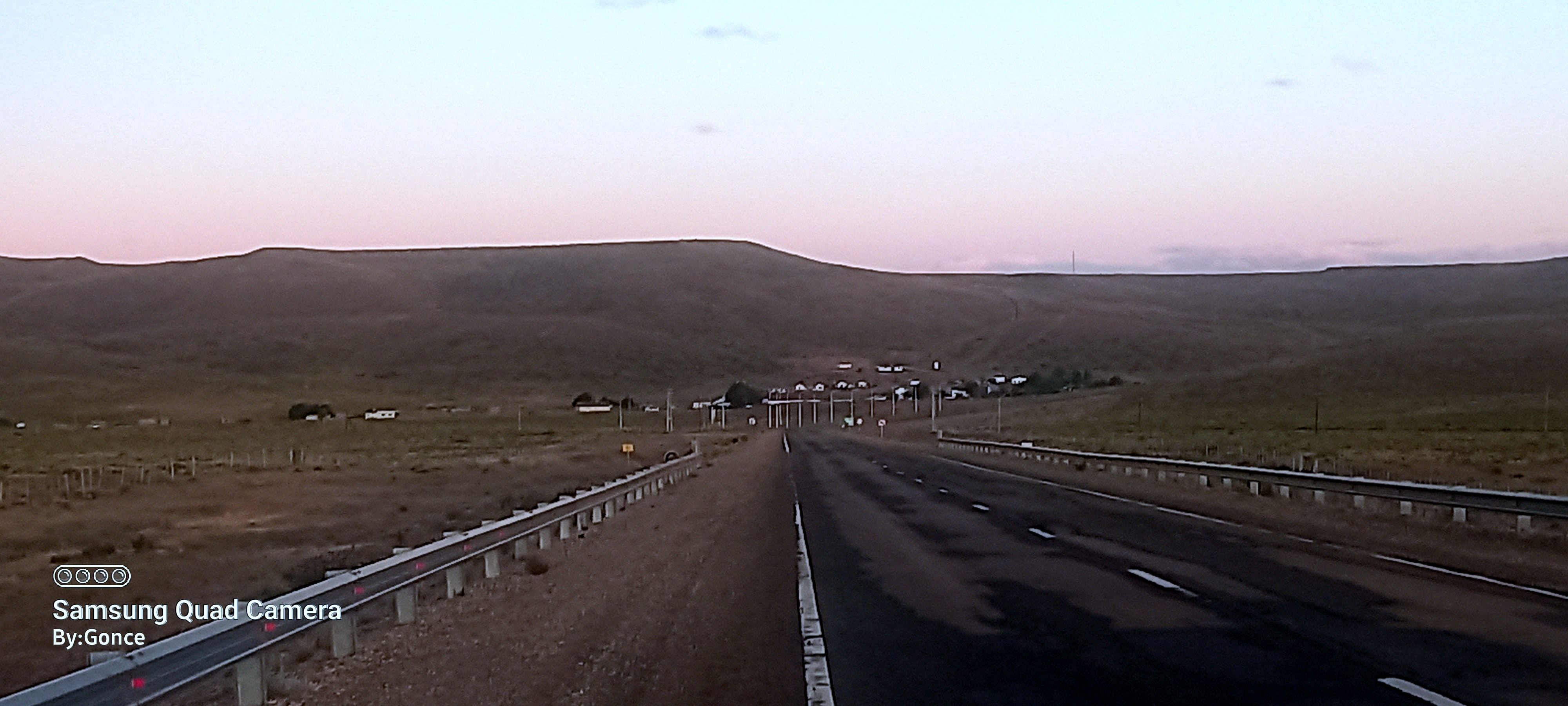
La carretera asfaltada arribando a Clemente Onelli

Hasta fines de la década de 1990 el camino era de ripio, de difícil tránsito, especialmente con las precipitaciones.
Regionalmente, tanto la ruta como el conjunto de pueblos adyacentes son conocidos como la "Línea Sur".

## Localidades
Los pueblos por los que pasa esta ruta de este a oeste son:

### Provincia de Río Negro
Recorrido: 605 km (kilómetro 0 a 605)
- Departamento San Antonio: no hay poblaciones.
- Departamento Valcheta: Aguada Cecilio (km 43), Valcheta (km 77-79) y Nahuel Niyeu (km 119).
- Departamento Nueve de Julio: Ministro Ramos Mexía (km 181) y Sierra Colorada (km 224).
- Departamento Veinticinco de Mayo: Los Menucos (km 270), Aguada de Guerra (km 305), Maquinchao (km 340-341), Ingeniero Jacobacci (km 413-414) y Clemente Onelli (km 464).La ruta con su secicción de ripio antes de Comallo.

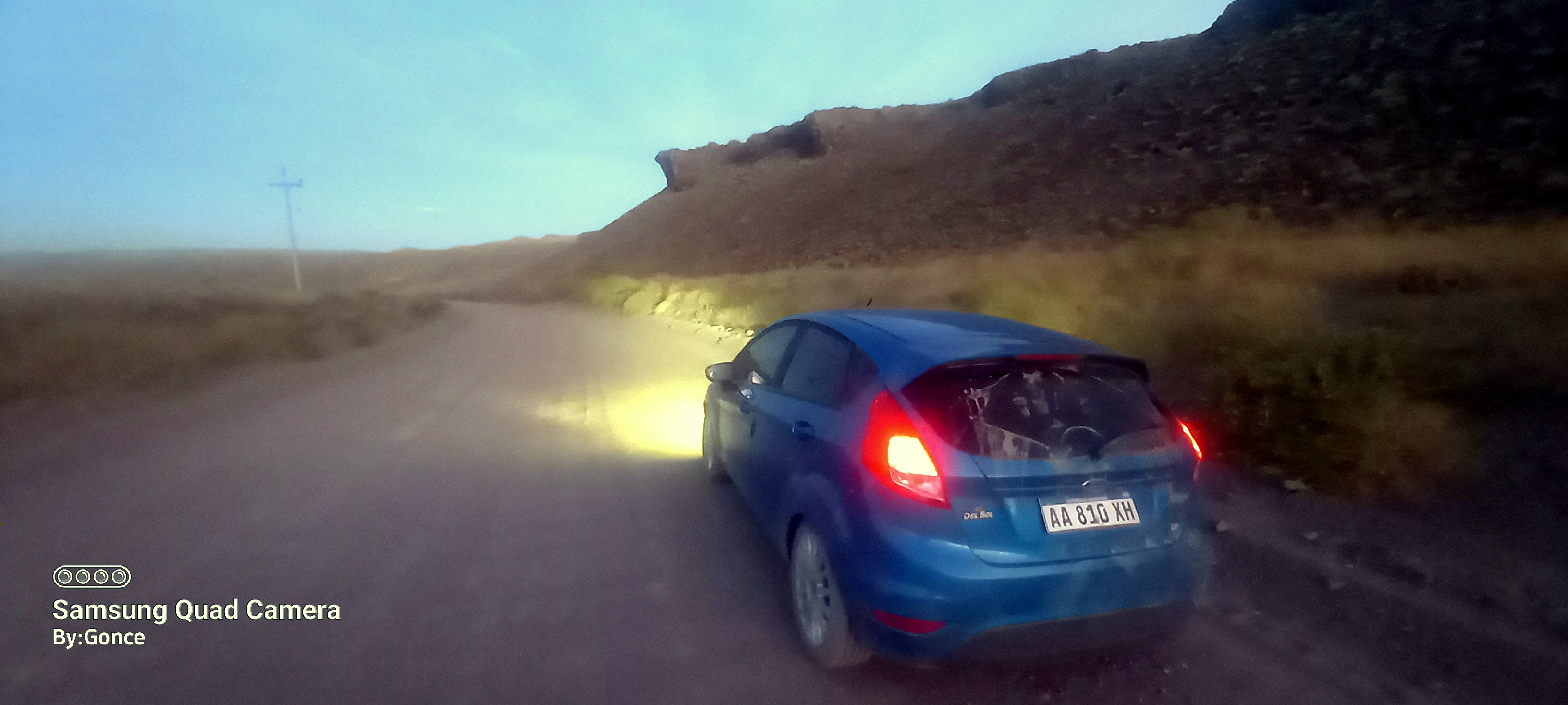
La ruta con su secicción de ripio antes de Comallo.

- Departamento Pilcaniyeu: Comallo (km 505), Pilcaniyeu (km 557) y Dina Huapi, donde finaliza.

## Historia

Cambio de traza de la Ruta Nacional 23.

El 3 de septiembre de 1935 la Dirección Nacional de Vialidad difundió su primer esquema de rutas nacionales. Al camino general entre San Antonio Oeste y Bariloche le correspondió la designación Ruta Nacional 23.
En la década de 1960 se cambió el recorrido de esta ruta entre Sierra Colorada y Comallo. Se utilizó como nueva traza la Ruta Nacional 244, que se encontraba junto a las vías del Ferrocarril General Roca. La vieja traza, señalada en verde en el mapa adjunto, fue transferida a la Provincia de Río Negro, que cambió su denominación a Ruta Provincial 415 (actualmente Ruta Provincial 67).

### Pavimento en la ruta
El primer tramo que se pavimentó fue el que se extiende desde Valcheta a Aguada Cecilio, en el año 1986.
Más de una década más tarde se decidió pavimentar la totalidad de la ruta, con un ancho de 6,70 m, comenzando desde el extremo oriental. Así se comenzó con el tramo desde la Ruta Nacional 3 hasta Valcheta, dividiéndose en dos secciones: desde la RN 3 hasta Aguada Cecilio, ejecutado entre el 14 de mayo de 1999 al 31 de enero de 2002. Desde Aguada Cecilio a Valcheta la obra comenzó el 9 de abril de 1998.
La obra de pavimentación entre Valcheta y Musters comenzó el 1 de diciembre de 2004, y finalizó el 31 de diciembre de 2006. El tramo entre Musters y Maquinchao se dividió en varias secciones para pavimentarlas en paralelo. La obra comenzó el 23 de marzo de 2006. El 8 de abril de 2009 se inauguró el tramo de 196 km entre Valcheta y Los Menucos, lo que favoreció a la seguridad vial y se tradujo en mejores condiciones de transitabilidad, reducción de tiempos y costos de viaje como así también de número de siniestros viales, y una mejor comunicación de la región de Alto Valle de Río Negro con el extremo oeste de la provincia.
Entre Los Menucos y Maquinchao la ruta se encuentra asfaltada, se modificó la traza en los primeros 10 kilómetros, mientras que en el de Jacobacci a Comallo está confeccionada la documentación previa a la licitación Debido al frío en la temporada invernal, los trabajos se suspenden entre los meses de junio y septiembre (veda invernal).
Debido a los problemas experimentados con la ceniza volcánica en junio de 2011, Vialidad Nacional reformuló las prioridades de pavimentación para facilitar el acceso a la región andina. En julio de 2011 se anunció el comienzo de las obras de pavimentación para el tramo comprendido entre la ruta 40 (localidad de Dina Huapi) y Pilca Viejo, las que incluyen el acceso al Complejo Tecnológico Pilcaniyeu de CNEA. Según el anuncio formulado, «solo restan licitar y adjudicar un tramo de 73 kilómetros entre Maquinchao y Jacobacci y otro de 50 entre Comallo y Pilcaniyeu». Estas obras se completarían en un plazo aproximado de 2 años, iniciándose luego de la veda invernal 2011.
Actualmente, estas obras se encuentran en ejecución y realizadas por distintas empresas en distintos corredores. Se encuentran diversos tramos asfaltados en la traza, aún no habilitados.
En varios puntos, sobre todo en el último trayecto (el cual es el más montañoso), se está modificando la traza de la ruta, haciéndola más directa. Esto modificará la longitud total de la misma, la cual pasará a tener 590 kilómetros aproximadamente cuando esté finalizada.
En las pendientes se está agregando un tercer carril para el sobrepaso de vehículos lentos (como camiones). Asimismo, se sustituyeron los antiguos puentes que constaban de un solo carril por otros nuevos más anchos y modernos. También se reemplazaron varios pasos a nivel por puentes sobre las vías férreas. 
Hacia 2025, de los 605 kilómetros que tiene la ruta de longitud, sólo restan 39,5 de ripio, divididos en siete tramos:
- Nahuel Niyeu (1,3km): el puente que cruzaba el arroyo Nahuel Niyeu colapsó debido a una crecida extraordinaria en el año 2012, desde entonces se toma un desvío de ripio.
- Clemente Onelli - Comallo (20km)
- Comallo - Comallo Abajo (2,4km)
- Pichi Leufú - Los Juncos (9,8km)
- Los Juncos - Dina Huapi (primer tramo) (2,9km)
- Los Juncos - Dina Huapi (segundo tramo) (3,1km)
- Dina Huapi (500m): en este último tramo se está construyendo un túnel sobre las avenidas Limay y Del Vado, pasando la RN23 por encima de estas. También se prevé la construcción de una rotonda para el empalme con la RN40.

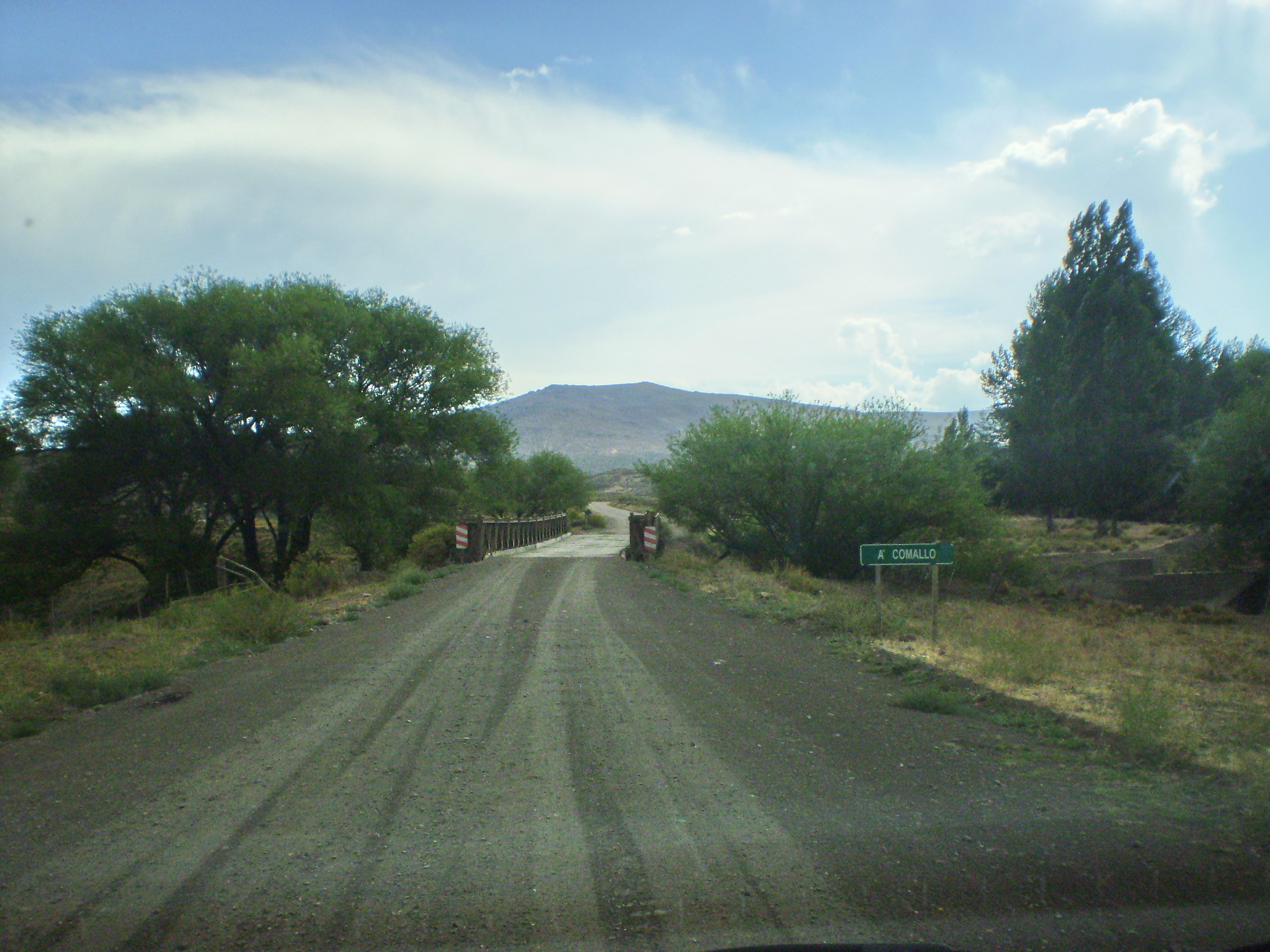
Puente sobre el arroyo Comallo.